# Керик (Минесота)
Керик (енгл. Kerrick) град је у америчкој савезној држави Минесота.

## Демографија
По попису из 2010. године број становника је 65, што је 6 (-8,5%) становника мање него 2000. године.
| Група             | 2000.      | 2010.      |
| Белци             | 70 (98,6%) | 62 (95,4%) |
| Афроамериканци    | 0 (0,0%)   | 0 (0,0%)   |
| Азијати           | 0 (0,0%)   | 0 (0,0%)   |
| Хиспаноамериканци | 0 (0,0%)   | 0 (0,0%)   |
| Укупно            | 71         | 65         |